# Кырмыз, Мария Андреевна
Мари́я Андре́евна Кырмыз (род. 23 августа 1964, Григориополь, Молдавская ССР, СССР) — государственный, общественный и театральный деятель Приднестровской Молдавской Республики. Начальник Государственной службы по культуре и историческому наследию Приднестровской Молдавской Республики с 15 января 2014 (до 17 декабря 2016 — Начальник Государственной службы по культуре Приднестровской Молдавской Республики).
Директор Приднестровского государственного театра драмы и комедии имени Н. С. Аронецкой с 1999 по 2014. Заслуженный работник культуры Приднестровской Молдавской Республики (2007).

## Биография
Родилась 23 августа 1964 в городе Григориополь Молдавской ССР. По национальности — молдаванка.

### Образование
В 1991 окончила Молдавский государственный институт искусств (ныне Академия музыки, театра и изобразительных искусств) по специальности «методист-организатор культурно-просветительской работы».

### Трудовая деятельность
С 1986 по 1992 проработала методистом в Григориопольском Управлении культуры.
С 1992 по 1997 — директор по коммерческим вопросам в Григориопольском Центре содействия семьи и детства. 
С 1997 по 1998 — ведущий специалист в Григориопольском Управлении культуры, позже была переведена на должность главного специалиста в Республиканское Управление культуры, где проработала до 1999 .
Более 15 лет трудовой деятельности посвятила Приднестровскому государственному театру драмы и комедии имени Н. С. Аронецкой, где с 1999 по 2014 проработала директором.
С 15 января 2014 — начальник Государственной службы по культуре и историческому наследию Приднестровской Молдавской Республики (до 17 декабря 2016 — начальник Государственной службы по культуре Приднестровской Молдавской Республики).

## Общественная деятельность
Член Общественного совета по культуре при Тираспольско-Дубоссарской епархии.

## Награды
- Орден Екатерины Великой (1 сентября 2023 года)[4][5]
- Грамота Президента Приднестровской Молдавской Республики
- Благодарность Президента Приднестровской Молдавской Республики[6]
- Медаль «За трудовую доблесть»[7]
- Медаль «За отличие в труде»[8]
- Почётное звание «Заслуженный работник культуры Приднестровской Молдавской Республики» (2007)[1]
- Специальный приз фестиваля «Homo Ludens»[9]
- Почетная грамота Центральной избирательной комиссии Приднестровской Молдавской Республики[10]